# Alphomelon brachymacher
Alphomelon brachymacher (лат.) — вид мелких наездников-браконид рода Alphomelon из подсемейства Microgastrinae (Braconidae, Ichneumonoidea).

## Распространение
Неотропика (Бразилия, Колумбия, Коста-Рика, Перу, Эквадор).

## Описание
Паразитические наездники крупных для микрогастерин размеров. Основная окраска чёрная со светлыми желтоватыми отметинами. От близких таксонов отличается следующими признаками: лицо чёрное; усики темно-коричневые; яйцеклад < 0,50× длины первого сегмента метатарзуса; ножны яйцеклада расширены апикально. Тергит Т2 сравнительно широкий, шире первого тергита Т1; тергит Т2 поперечный (его ширина по заднему краю 3,00× его центральной длины, а ширина Т2 по заднему краю больше 1,20× ширины Т2 по переднему краю); белое пятно на щеке доходит до наличника; заднее крыло с жилкой cu-a изогнутой; коготки лапок с четырьмя шипами. Паразитируют предположительно на гусеницах бабочек-толстоголовок (Hesperiidae). Яйцеклад примерно равен по длине задней голени; проподеум морщинистый; первый тергит брюшка немного длиннее своей ширины; второй тергит много шире первого и короче третьего тергита. Жгутик усика 16-члениковый. Нижнечелюстные щупики 5-члениковые, нижнегубные щупики состоят из 3 сегментов. Дыхальца первого брюшного тергита находятся на латеротергитах.